# ضريح السيد أمين الدين جبرائيل
ضريح السيد أمين الدين جبرائيل (بالفارسية: آرامگاه سید امین‌الدین جبراییل) هو ضريح تاريخي يعود إلى السلالة الصفوية، ويقع في أردبيل. هذا هو قبر والد صفي الدين الأردبيلي

## معرض الصور

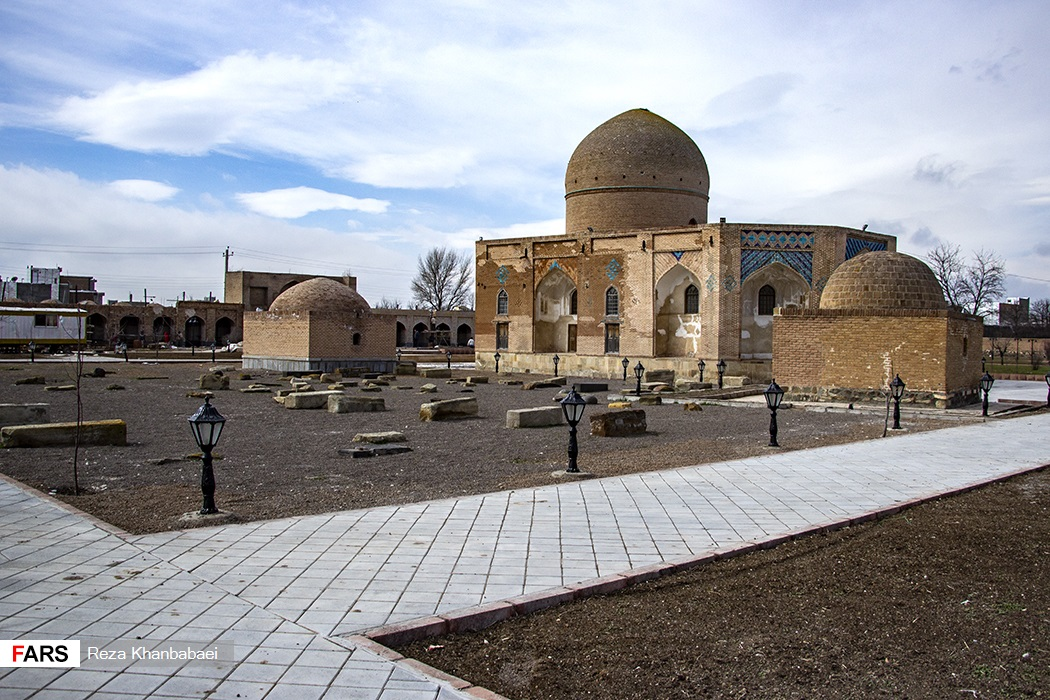
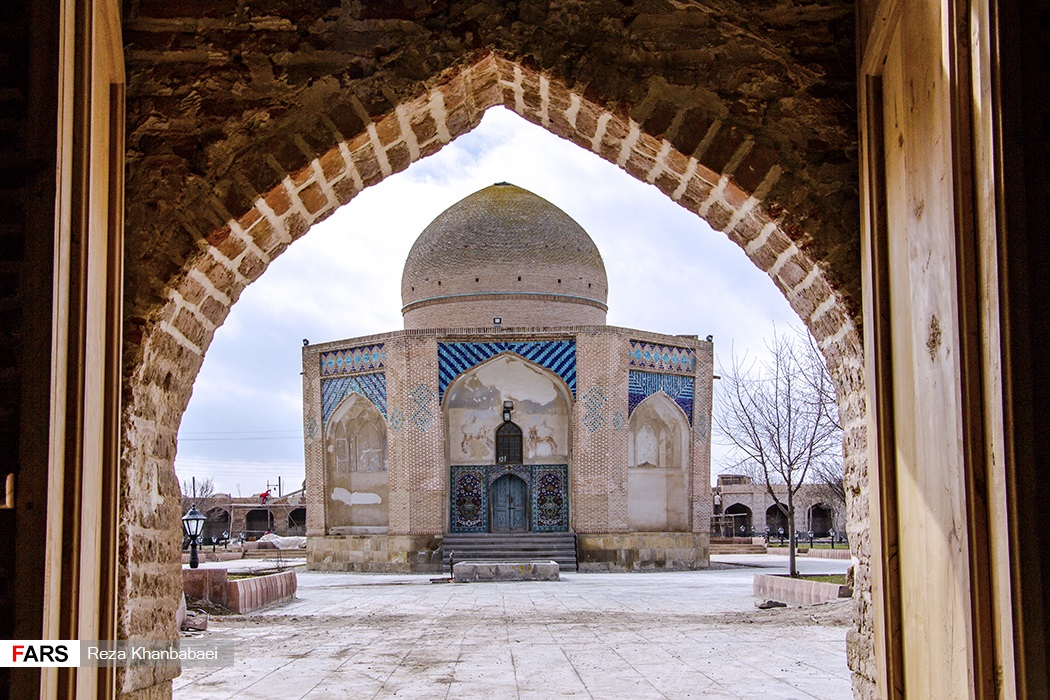
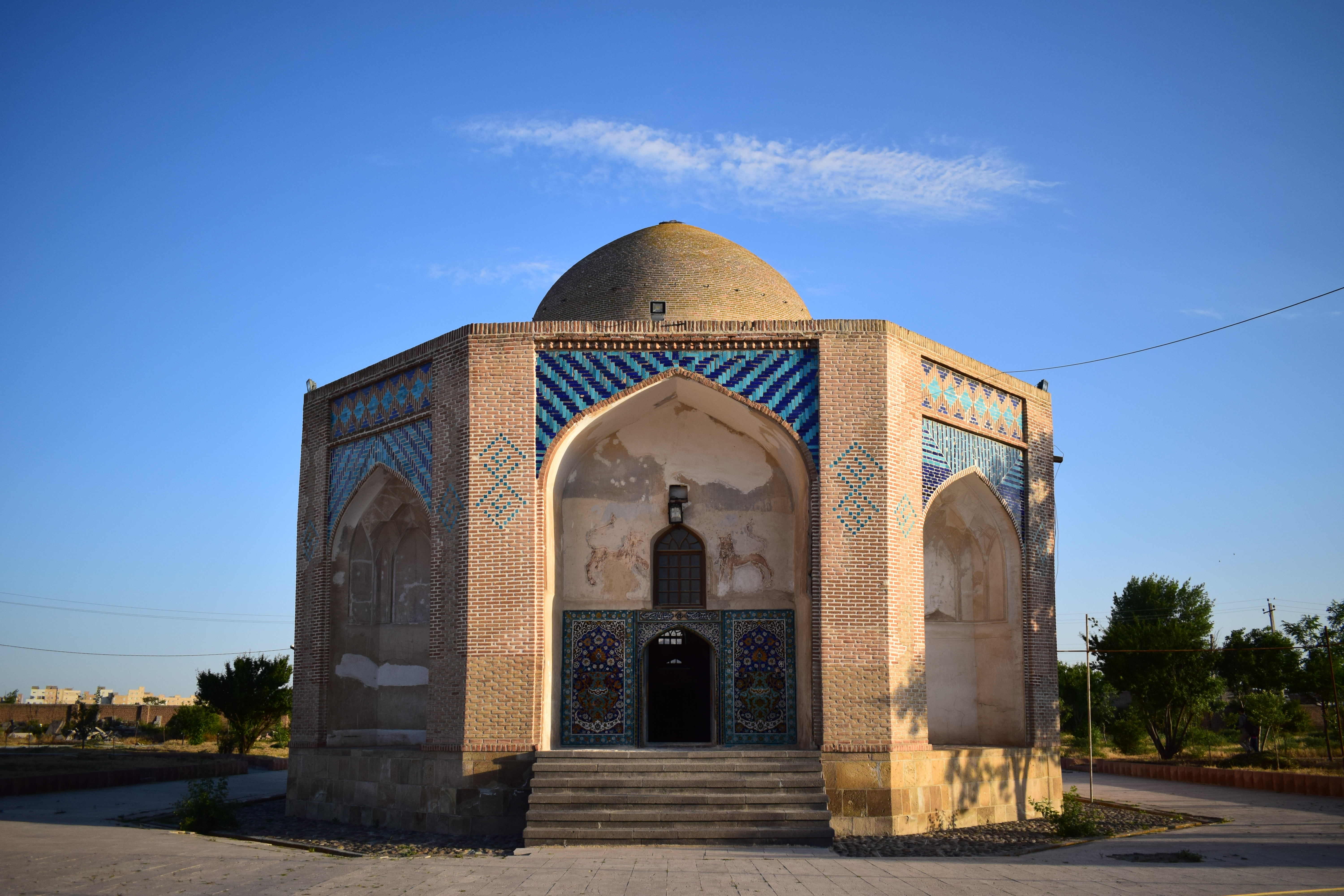
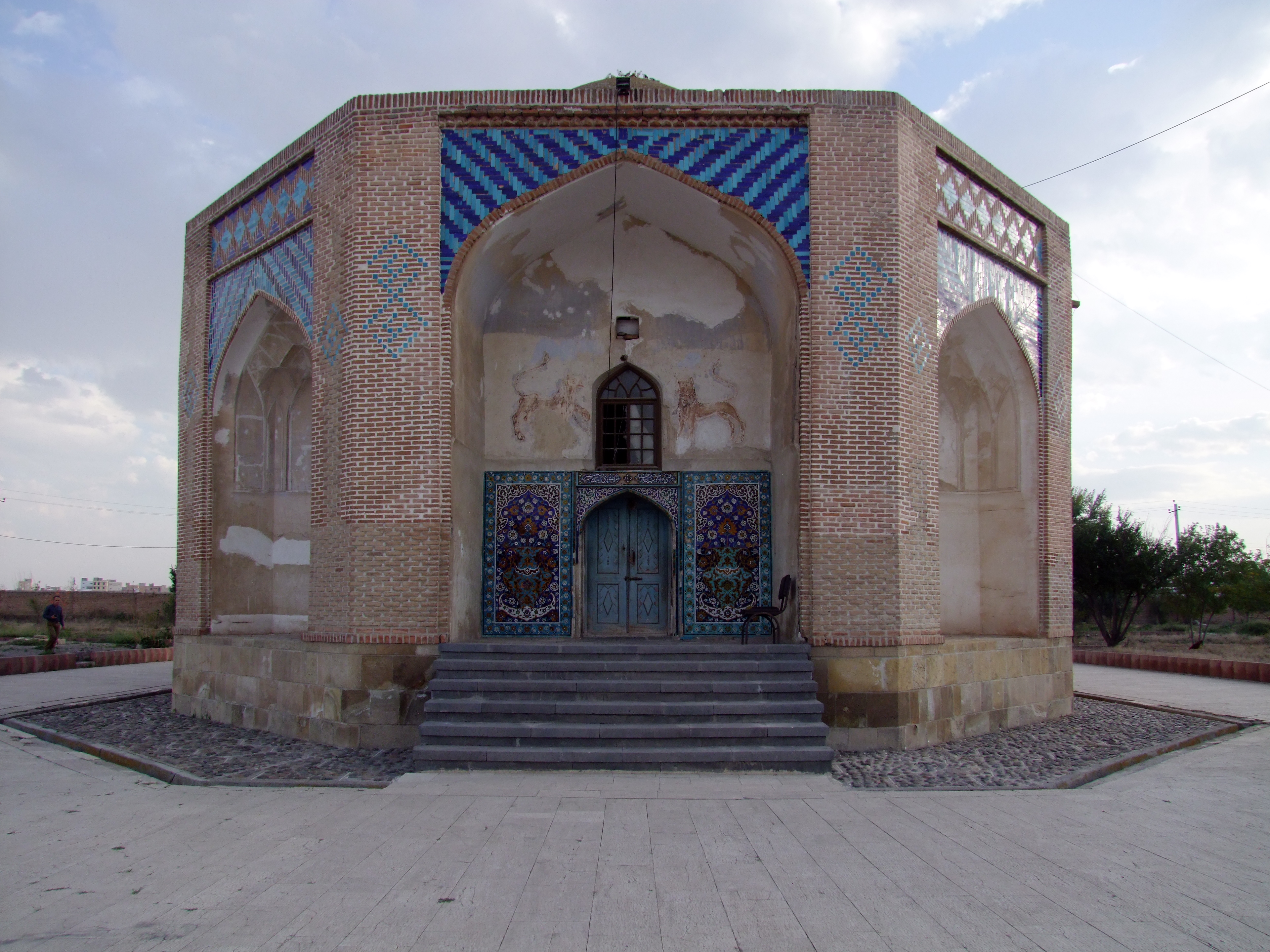
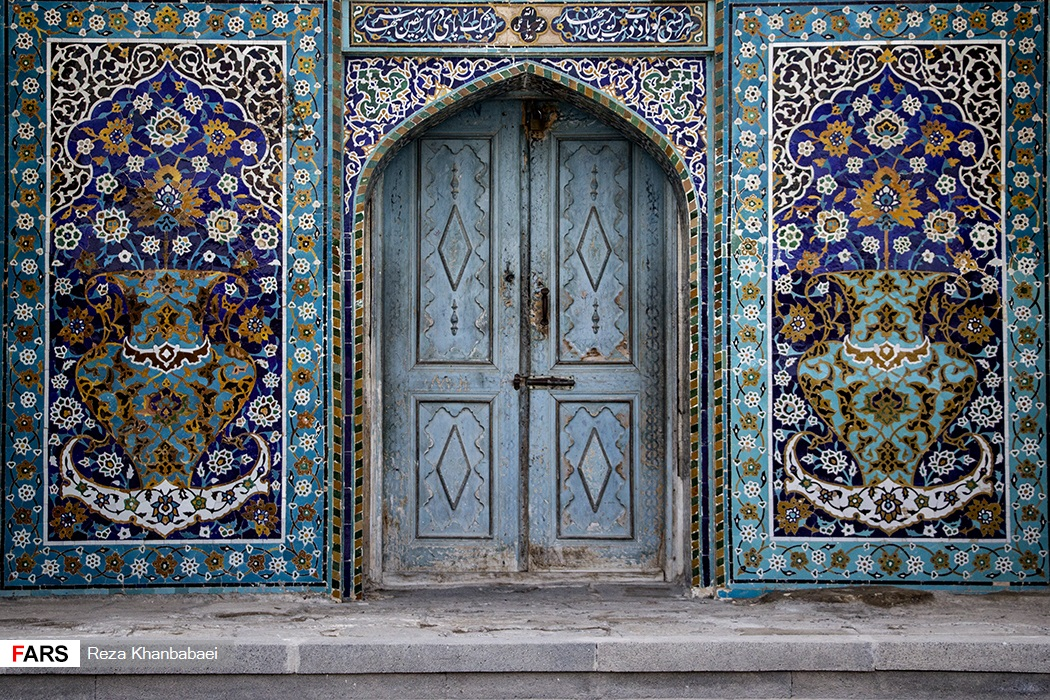
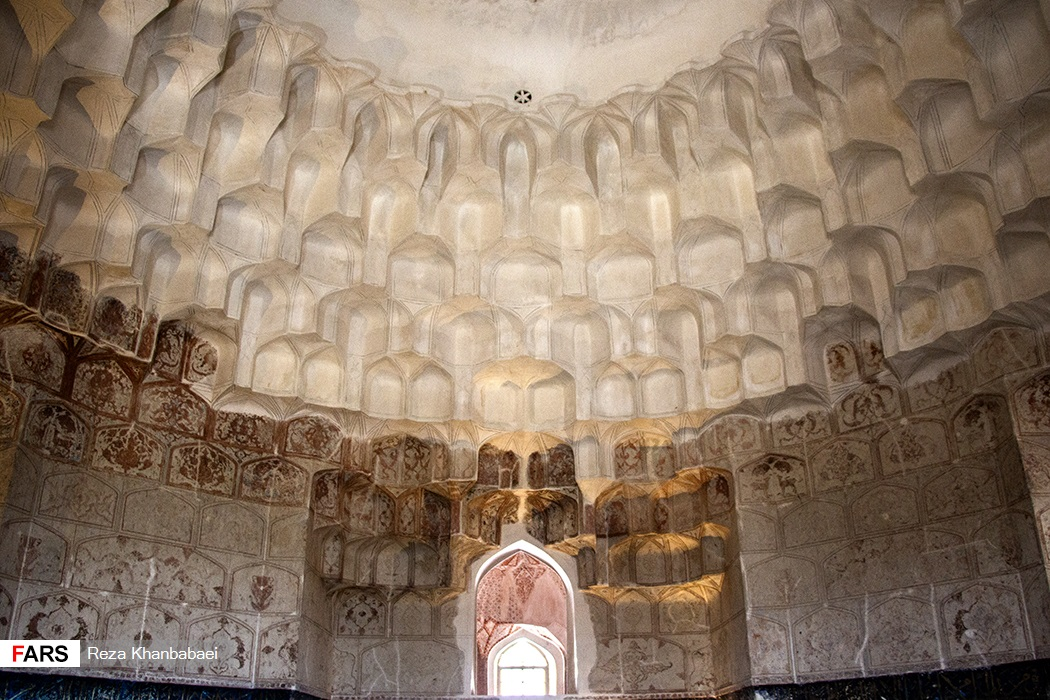
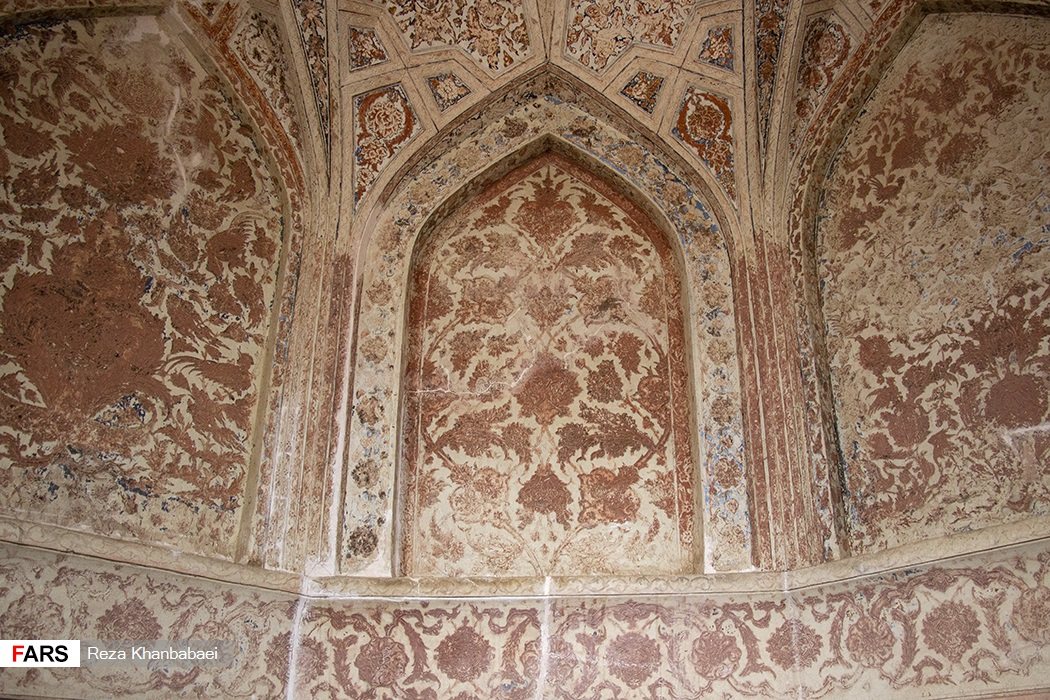
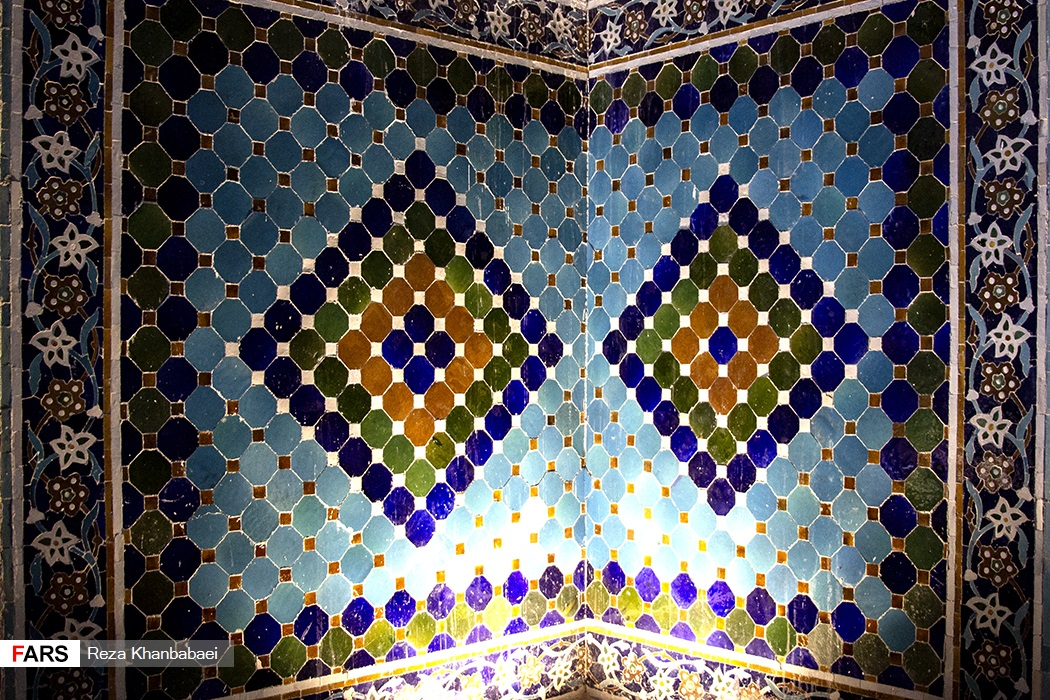